# Джон Кайл
Джон Ллуеллін Кайл (англ. Jon Llewellyn Kyl; нар. 25 квітня 1942, Окленд, Небраска, США) — американський політик, сенатор США від штату Аризона з 1995 до 2013, член Республіканської партії.
Син Джона Генрі Кайла, який був членом Палати представників США від штату Айова.

## Біографія
Закінчив Аризонський університет, отримав ступінь у галузі права (1966) і займався юридичною практикою в місті Фінікс.
У 1987–1995 — член Палати представників США.